# Hedvig av Żagań
Hedvig av Żagań, i Polen: Jadwiga żagańska, född före år 1350, död 27 mars 1390, var drottning av Polen genom sitt giftermål med kung Kasimir III av Polen.

## Biografi
Hedvig var dotter till hertig Henrik V av Żagań och Anna av Płock, och tillhörde därmed den schlesiska grenen av huset Piast.
Äktenskapet arrangerades för att stärka bandet mellan Polen och kejsar Karl IV. Kasimir hade två döttrar med sin första hustru men ville ha en manlig arvinge. Han var fortsatt gift med sin andra hustru Adelheid av Hessen; hans tredje hustru Krystyna Rokiczańska var antingen död eller förskjuten, men inget lagligt hinder eftersom hans äktenskap med henne i varje fall inte sågs som lagligt. Han behövde också en påvlig dispens för att kunna gifta sig med Hedvig eftersom de var släkt i fjärde led.
Giftermålet mellan Hedvig och Kasimir ägde rum cirka 1365 sedan Kasimir hade förfalskat en påvlig dispens. Påven Innocentius VI förklarade äktenskapet olagligt eftersom Kasimir lagligt sett fortfarande var gift med sin andra hustru Adelheid, som han levt separerad från i tjugofem år. 1368 annullerade påve Urban V äktenskapet mellan Kasimir och Adelheid och förklarade äktenskapet mellan Kasimir och Hedvig lagligt. Paret fick tre döttrar. Döttrarnas legitimitet ifrågasattes, men de legitimerades av Urban V 1369.
Efter Kasimirs död 5 november 1370 tillföll Polens tron hans systerson. Hedvig tillerkändes en hemgift i hans testamente och reste till sin brors hov i Żagań. Hon gifte om sig 10 februari 1371 med hertig Ruprecht I av Legnica, med vilken hon fick två barn. Hennes dotterdotter, Anna av Celje, blev senare drottning av Polen.